# Tara Moore
Tara Moore, née le 6 août 1992, à Hong-Kong, est une joueuse britannique de tennis.
En junior, elle a été coachée par l'entraîneur de tennis américain Nick Bollettieri. En septembre 2006, il avait alors qualifié Moore de l'une des meilleures jeunes joueuses de son école, la Bollettieri Tennis Academy mais elle n'a pas confirmé par la suite.

## Carrière professionnelle
Tara Moore commence sa carrière sur le circuit ITF en 2006. Elle a remporté 9 titres en simple et 17 en double.
Ses meilleurs résultats sur le circuit principal WTA sont obtenus en double avec notamment deux finales en tournois catégorie WTA 250 en 2016 et 2022.

## Dopage
Le 27 mai 2022, elle est suspendue pour dopage après avoir été testée positive pour usage de stéroïdes anabolisants et de boldenone à Bogota, en avril 2022.
Le 23 décembre 2023, un tribunal indépendant statue que la source des médicaments améliorant les performances trouvés dans ses échantillons de test était de la viande contaminée consommée en Amérique du Sud quelques jours avant le tournoi. Cependant, l'International Tennis Integrity Agency (ITIA) a fait appel de cette décision.

## Palmarès

### Finales en double dames
| No | Date       | Nom et lieu du tournoi                       | Catégorie | Dotation  | Surface      | Vainqueures                         | Partenaire   | Score            |          |
| -- | ---------- | -------------------------------------------- | --------- | --------- | ------------ | ----------------------------------- | ------------ | ---------------- | -------- |
| 1  | 15-02-2016 | Rio Open Rio de Janeiro                      | Intern'l  | 250 000 $ | Terre (ext.) | Verónica Cepede Royg María Irigoyen | Conny Perrin | 6-1, 7-65        | Parcours |
| 2  | 04/04/2022 | Copa Colsanitas presentado por Zurich Bogota | WTA 250   | 239 477 $ | Terre (ext.) | Astra Sharma Aldila Sutjiadi        | Emina Bektas | 4-6, 6-4, [11-9] | Parcours |

## Parcours en Grand Chelem

### En simple dames
| Année | Open d'Australie | Open d'Australie | Internationaux de France | Internationaux de France | Wimbledon       | Wimbledon             | US Open | US Open          |
| ----- | ---------------- | ---------------- | ------------------------ | ------------------------ | --------------- | --------------------- | ------- | ---------------- |
| 2008  | —                | —                | —                        | —                        | Q1              | Olga Puchkova         | —       | —                |
|       |                  |                  |                          |                          |                 |                       |         |                  |
| 2011  | —                | —                | —                        | —                        | Q1              | Yvonne Meusburger     | —       | —                |
| 2012  | —                | —                | —                        | —                        | Q1              | Erika Sema            | —       | —                |
| 2013  | —                | —                | Q1                       | Sesil Karatantcheva      | 1er tour (1/64) | Kaia Kanepi           | Q1      | Catalina Castano |
| 2014  | Q1               | Erika Sema       | —                        | —                        | 1er tour (1/64) | Vera Zvonareva        | —       | —                |
| 2015  | —                | —                | —                        | —                        | Q2              | Aliaksandra Sasnovich | —       | —                |
| 2016  | —                | —                | —                        | —                        | 2e tour (1/32)  | Svetlana Kuznetsova   | Q2      | Antonia Lottner  |
| 2017  | Q1               | Dalma Gálfi      | Q1                       | Chang Kai-Chen           | Q1              | Irina Falconi         | —       | —                |
| 2018  | —                | —                | —                        | —                        | Q1              | Irina Bara            | —       | —                |
|       |                  |                  |                          |                          |                 |                       |         |                  |
| 2021  | —                | —                | —                        | —                        | Q2              | Lesia Tsurenko        | —       | —                |

N.B. : à droite du résultat se trouve le nom de l'ultime adversaire.

### En double dames
| Année | Open d'Australie                                                                  | Open d'Australie | Internationaux de France                                                        | Internationaux de France | Wimbledon                                                                                     | Wimbledon                                                                                | US Open | US Open |
| ----- | --------------------------------------------------------------------------------- | ---------------- | ------------------------------------------------------------------------------- | ------------------------ | --------------------------------------------------------------------------------------------- | ---------------------------------------------------------------------------------------- | ------- | ------- |
| 2012  | —                                                                                 | —                | —                                                                               | —                        | 1er tour (1/32) M. South \|\| style="text-align:left;" \| M. Lučić V. Savinykh                | —                                                                                        | —       |         |
| 2013  | —                                                                                 | —                | —                                                                               | —                        | 1er tour (1/32) M. South \|\| style="text-align:left;" \| S. Soler Espinosa C. Suárez Navarro | —                                                                                        | —       |         |
| 2014  | —                                                                                 | —                | —                                                                               | —                        | 1er tour (1/32) J. Konta \|\| style="text-align:left;" \| D. Hantuchová M. Lučić              | —                                                                                        | —       |         |
|       |                                                                                   |                  |                                                                                 |                          |                                                                                               |                                                                                          |         |         |
| 2016  | —                                                                                 | —                | —                                                                               | —                        | 1er tour (1/32) C. Perrin \|\| style="text-align:left;" \| M. Duque Mariño M. Puig            | —                                                                                        | —       |         |
|       |                                                                                   |                  |                                                                                 |                          |                                                                                               |                                                                                          |         |         |
| 2021  | —                                                                                 | —                | —                                                                               | —                        | 1er tour (1/32) E. Silva \|\| style="text-align:left;" \| L. Siegemund V. Zvonareva           | 1er tour (1/32) E. Bektas \|\| style="text-align:left;" \| A. Petkovic A. Tomljanović    |         |         |
| 2022  | —                                                                                 | —                | 2e tour (1/16) E. Bektas \|\| style="text-align:left;" \| G. Dabrowski G. Olmos | —                        | —                                                                                             | —                                                                                        | —       |         |
|       |                                                                                   |                  |                                                                                 |                          |                                                                                               |                                                                                          |         |         |
| 2024  | —                                                                                 | —                | —                                                                               | —                        | 1er tour (1/32) S. B. Grey \|\| style="text-align:left;" \| N. Melichar-Martinez E. Perez     | 2e tour (1/16) V. Golubic \|\| style="text-align:left;" \| N. Melichar-Martinez E. Perez |         |         |
| 2025  | 1er tour (1/32) J. Grabher \|\| style="text-align:left;" \| B. Pera S. Santamaria |                  |                                                                                 |                          |                                                                                               |                                                                                          |         |         |

N.B. : le nom de la partenaire se trouve sous le résultat ; le nom des ultimes adversaires se trouve à droite.

### En double mixte
| Année | Open d'Australie | Open d'Australie | Internationaux de France | Internationaux de France | Wimbledon                                                                                    | Wimbledon | US Open | US Open |
| ----- | ---------------- | ---------------- | ------------------------ | ------------------------ | -------------------------------------------------------------------------------------------- | --------- | ------- | ------- |
| 2013  | —                | —                | —                        | —                        | 1er tour (1/16) J. Delgado \|\| style="text-align:left;" \| F. Pennetta F. Fognini           | —         | —       |         |
|       |                  |                  |                          |                          |                                                                                              |           |         |         |
| 2016  | —                | —                | —                        | —                        | 1er tour (1/16) K. Skupski \|\| style="text-align:left;" \| A. Medina Garrigues R. Lindstedt | —         | —       |         |
|       |                  |                  |                          |                          |                                                                                              |           |         |         |
| 2021  | —                | —                | —                        | —                        | 1/4 de finale A. Fery \|\| style="text-align:left;" \| D. Krawczyk N. Skupski                | —         | —       |         |

N.B. : le nom du partenaire se trouve sous le résultat ; le nom des ultimes adversaires se trouve à droite.

## Classements WTA en fin de saison
| Année          | 2007 | 2008 | 2009 | 2010 | 2011 | 2012 | 2013 | 2014 | 2015 | 2016 | 2017 | 2018 | 2019 | 2020 | 2021 | 2022 | 2023 | 2024 |
| Rang en simple | 847  | 712  | 546  | 370  | 332  | 249  | 216  | 324  | 355  | 164  | 329  | 491  | 459  | 454  | 401  | 723  | –    | 1098 |
| Rang en double | –    | –    | 544  | 372  | 593  | 327  | 229  | 388  | 251  | 154  | 233  | 194  | 229  | 243  | 121  | 101  | –    | 270  |

Source : (en) Classements de Tara Moore sur le site officiel de la Fédération internationale de tennis